# 수단의 국장

수단의 국장

수단의 국장은 1985년에 제정되었다. 국장 가운데에 그려져 있는 뱀잡이수리는 1881년 수단의 이슬람교 지도자였던 무함마드 아마드가 자신을 이슬람교의 구세주인 마흐디라고 선언한 데서 유래된 것이다.
국장 위쪽에 있는 두루마리에는 수단의 나라 표어인 "승리는 우리 것이다"("النصر لنا", "An-nasr lana")가 아랍어로 쓰여져 있으며 국장 아래쪽에 있는 두루마리에는 수단의 공식 명칭인 "수단 공화국"("جمهورية السودان", "Jumhuriyat as-Sudan")이 아랍어로 쓰여져 있다.

## 역대 수단의 국장

수단의 국장 (1956년 ~ 1970년)
수단의 국장 (1970년 ~ 1985년)

## 같이 보기
- 수단의 국기
- 이라크의 국장
- 팔레스타인의 국장
- 시리아의 국장
- 이집트의 국장
- 남수단의 국장
- 남아프리카 공화국의 국장